# Traditionele animatie
Traditionele animatie, soms ook celanimatie of met de hand getekende animatie, is de oudste en historisch gezien de populairste vorm van animatie. In een traditioneel bewegend stripverhaal is elk beeld met de hand getekend.

## Het traditionele animatieproces

### Storyboard
Traditionele animatieproducties, zoals alle andere vormen van animatie, beginnen meestal bij een storyboard. Dit is een kort script, bestaande uit afbeeldingen en woorden. Het lijkt dus eigenlijk op een enorm stripverhaal. De afbeeldingen laten het animatieteam toe om de toeloop van de plot en de samenstelling van de afbeeldingen te plannen. De storyboardartiesten hebben regelmatig een meeting met de director en het kan zijn dat ze een scène meerdere malen opnieuw moeten tekenen voor het goedgekeurd wordt.

### Stemopnames
Voordat echte animatie begint, wordt er een inleidende soundtrack gemaakt of een "scratch track" opdat de animatie gesynchroniseerd kan worden. Gezien de langzame, methodische manier waarop de traditionele animatie wordt gemaakt, is het bijna altijd gemakkelijker om animatie aan een reeds bestaande soundtrack te synchroniseren dan een soundtrack aan een reeds bestaande animatie te moeten synchroniseren. Een voltooide beeldverhaalsoundtrack zal muziek hebben, muziekeffecten, en tekst die door acteurs is ingesproken. Maar, de scratch track die gebruikt wordt tijdens de animatie bevat stemmen en enkele liedjes, de uiteindelijk score en muziekeffecten worden pas achteraf toegevoegd.

### Animatics
Vaak wordt een animatic of een story reel gemaakt na de soundtrack, maar toch nog voor de volledige animatie begint. Een animatic bestaat gewoonlijk uit afbeeldingen van het storyboard die gesynchroniseerd zijn met de soundtrack. Dit laat de animators en directors toe om eender welk script en/of tijdprobleem uit te werken die zouden kunnen ontstaan bij het storyboard. Het storyboard en de soundtrack kunnen gewijzigd worden indien dit noodzakelijk is en nieuwe animatics kunnen gecreëerd en opnieuw bekeken worden met de director totdat het storyboard perfect is. Als we de film aanpassen aan de animaticstage voorkomen we dat de animatie van de scènes buiten de film worden aangepast. Traditionele animatie is een zeer duur en tijdrovend proces, het zou dus zonde zijn moesten we scènes creëren die niet in het uiteindelijke verhaal zouden terechtkomen.

### Ontwerp en timing
Als eenmaal een animatic goedgekeurd is, wordt deze samen met het storyboard naar de ontwerpafdeling gestuurd. Personage-ontwerpers maken model sheets voor alle belangrijke personages en props in de film. Deze model sheets tonen hoe een personage of een object er zal uitzien vanuit verschillende hoeken en poses en met verschillende expressies, zodat alle artiesten die meewerken aan het project duidelijker werk kunnen leveren. Soms worden kleine beeldjes, die maquettes worden genoemd, gemaakt zodat een animator kan zien hoe een personage eruitziet in 3 dimensies. Op hetzelfde moment zal de achtergrondstylist ongeveer hetzelfde werk leveren met de locaties en het uitzicht van het project. De artdirectors en colorstylisten zullen uitmaken welke kunststijl en kleuren gebruikt zullen worden.
Terwijl het designen gebeurt, zal de timing director (die eigenlijk ook vaak de hoofddirector is) de animatic nemen en analyseren welke poses, tekeningen en bewegingen van de lippen nodig zullen zijn bij welke frames. Een exposure sheet (of verkort een X-sheet) wordt gecreëerd, dit is een geprinte tabel die de actie, de dialogen en het geluid verdeeld in frame-per-frame als een soort gids voor de animators. Als een film meer gebaseerd is op muziek kan het zijn dat er een 'bar sheet' gemaakt wordt als toevoeging aan of in plaats van een X-sheet. Bar sheets tonen de verwantschap tussen de on-screen action, de dialoog en de eigenlijke muzikale notitie die gebruikt wordt in het uiteindelijke resultaat.

### Lay-out
Lay-out begint nadat het design vervolledigd en goedgekeurd is door de director. Het lay-outproces staat synoniem voor het uitsluiten van de shots door een cinematographer in een live-action film. Het is daar dat de ontwerper voor de lay-out van de achtergrond uitmaakt waar de camerahoeken, camera paden, belichting en schaduwen van de scène komen. Personage lay-outartiesten zullen uitmaken welke belangrijke poses er nodig zijn voor de personages in bepaalde scènes en zullen hiervan een tekening maken zodat de poses duidelijk worden. Voor korte films, zijn de lay-outs van de personages vaak de verantwoordelijkheid van de director.
De lay-outtekeningen worden gesplitst in de animatic, door gebruik te maken van de X-sheet als gids. Als de animatic eenmaal opgemaakt is uit allerlei tekeningen wordt het een 'Leica sheet' genoemd. Deze term kent zijn oorsprong in de Disney Studio's, omstreeks de jaren 30, omdat het frameformaat toen gebruikt werd door Leica camera's.

### Animatie
Wanneer de Leica reels eindelijk goedgekeurd worden door de director begint de animatie.
In het traditionele animatie proces beginnen de animators met het tekenen van delen van de animatie op papieren die geperforeerd zijn zodat ze in de 'peg bars' passen, die op hun bureau geplaatst zijn. Ze gebruiken vaak gekleurde potloden en tekenen één tekening of frame per keer. Een key animator of lead animator zal de belangrijkste tekeningen maken in een scène, gebruikmakend van de personage lay-outs als gids. De key animator tekent genoeg frames zodat hij over de grootste punten van de actie heen komt. In een vervolg van een scène springt een personage bijvoorbeeld over een gat, dan kan de key animator het personage tekenen wanneer hij/zij van plan is om te springen, 2 of meer frames wanneer het personage door de lucht vliegt en een frame voor wanneer het personage aan de andere kant neerkomt.
Timing is heel belangrijk voor de animators die deze frames tekenen, elke frame moet perfect gelijkgesteld worden met de soundtrack, anders zal het verschil te zien zijn voor het publiek. Bijvoorbeeld: in dure producties worden hoge inspanningen geleverd opdat men zeker is dat de mond en de lippen tegelijkertijd met het geluid dat het personage maakt bewegen.
Wanneer ze aan een scène werken zal de key animator een potloodtest voorbereiden voor de scène. Dit is een eerste versie van de uiteindelijk geanimeerde scène, de potloodtekeningen worden snel gefotografeerd of gescand en daarna gesynchroniseerd met de noodzakelijk soundtracks. Dit laat de animatie toe om herbekeken en verbeterd te worden voordat ze naar de assistant animator worden gestuurd (deze voegt details en ontbrekende scènes toe). Het werk van de assistant animator wordt herbekeken, pencil-tested en verbeterd totdat de lead animator klaar is om de scène aan de director te laten zien en deze te laten 'sweatboxen' of te laten herzien door de director, producer en de ander key creative members. Ongeveer hetzelfde als bij de storyboarding stage kan het zijn dat een animator een scène vele keren moet hermaken totdat de director deze goed vindt.
Bij dure producties van animaties zal een personage vaak een persoonlijke animator of een groep van animators hebben die het personage zullen tekenen. De groep zal bestaan uit een supervising animator, een kleine groep van key animators en een grotere groep van assistant animators. Voor de scènes waar twee personages samenkomen zullen de key animators van beide personages besluiten welk personage het belangrijkste is in de scène en deze zal eerst getekend worden. Het tweede personage zal zodanig geanimeerd worden zodat deze de acties van de ander ondersteund.
Als de key animation eenmaal goedgekeurd is zal de lead animator de scène naar het clean-up department sturen (bestaande uit clean-up animators en inbetweeners). De clean-up animators nemen de lead en de assistant animators hun tekeningen en plaatsen ze op een nieuw papier, maar letten hierbij wel op de details die zich op de eerste papieren bevinden zodat het lijkt alsof de film door één iemand gemaakt is. De inbetweeners zullen de ontbrekende frames tekenen tussen ('in between') de animators hun tekeningen. Dit gedeelte van de productie heet tweening. De tekeningen worden opnieuw pencil-tested en sweetboxed totdat ze goedgekeurd worden.
In elk gedeelte tijdens de getekende animatie wordt het goedgekeurde tekenwerk op een Leica reel geplaatst.
Dit proces is hetzelfde voor character animation en special effects animation, dit wordt meestal bij een dure productie in een andere afdeling gedaan. Effect animators animeren alles wat beweegt en niet een personage is, inclusief props, voertuigen, machines en natuurelementen zoals vuur, regen en explosies. Soms worden er in plaats van tekeningen een aantal processen gebruikt om special effects te creëren. Bijvoorbeeld: regen is in de Disneyfilms sinds 1930 niet meer getekend, ze hebben gebruikgemaakt van een opname van water dat ze voor een zwarte achtergrond hebben geplaatst.

### Achtergrond
Terwijl de animatie gebeurt, zullen de background artiesten de sets kleuren. Deze achtergronden worden meestal gekleurd met gouache- of acrylverf, maar soms gebruiken ze waterverf, olieverf of zelfs wasco. Background artiesten volgen nauwgezet het werk van de background lay-out artiesten en kleurstylisten, zodat de resultaten van de achtergronden gelijk zijn met de kleur van het personage-ontwerp.

### Traditionele ink-and-paint en camera

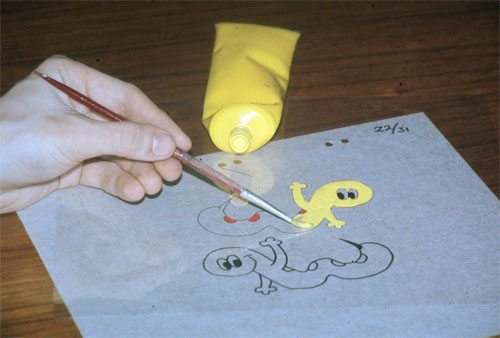
ink-and-paint

Als de clean-ups en inbetween tekeningen voor een scène eindelijk klaar zijn, worden ze klaargemaakt voor de fotografie, dit proces heet ink-and-paint. Elke tekening wordt dan overgezet van papier op een dun, doorzichtig plastiek papier of een cel, dit wordt zo genoemd omdat ze ooit uit celluloid gemaakt werden, maar nu bestaan ze uit acetate. De outline tekening wordt met inkt getekend of gefotokopieerd op een cel, en gouache of een dezelfde soort van verf wordt gebruikt om schaduw aan te brengen. In vele gevallen zullen de personages meer dan één color scheme aangewezen krijgen, het gebruik ervan hangt af van meer dan één kleur en het licht van elke scène. De transparante kwaliteit van een cel laat toe dat elk personage of object in een cel geanimeerd kan worden in aparte cels, omdat de cel van één personage zichtbaar is onder de anderen. De achtergrond komt helemaal vanonder.
Wanneer een heel vervolg getransferred is in cels, begint het fotografisch proces. Elke cel die zich in een frame bevindt wordt op elkaar gelegd, met de achtergrond vanonder. Een stuk glas wordt op de tekeningen gelegd zodat alle onregelmatigheden verdwenen zijn. Dan worden de tekeningen gefotografeerd door een speciale animatiecamera (een rostrum camera). De cellen worden verwijderd en het proces wordt herhaald, frame per frame totdat elke frame gefotografeerd is. Elke cel heeft registratiegaatjes, kleine gaatjes die langs de boven- of onderkant zodat ze in de peg bars passen. Hierdoor zullen ze allemaal juist liggen. Soms is het nodig om frames meer dan één keer te fotograferen, zodat ze meerdere malen bewerkt kunnen worden.
Wanneer de scènes uit de fotografie komen worden ze op een Leica reel geplaatst, de plaats innemend van de getekende animatie. Wanneer elk vervolg in de productie gefotografeerd is, wordt de uiteindelijke film naar ontwikkeling en processing gestuurd, waar de uiteindelijke muziek en geluidseffecten worden toegevoegd. Editing gebeurt normaal niet bij animatie maar als het nodig is op dat moment zal dit toch gebeuren voordat alles wordt uitgebracht.

### Digitale inkt en verf
Het traditionele ink-and-paintproces wordt echter niet meer gebruikt, het proces dat we nu gebruiken heet digital ink-and-paint. Dit wil gewoon zeggen dat alles ingescand en digitaal ingekleurd wordt. De computer zal alles op video zetten of printen naar film, gebruikmakend van een high-resolution output device.
De laatste film die nog traditioneel gemaakt werd is 'De Zwanenprinses' (1995) en de laatste geanimeerde serie was 'Ed, Edd 'n Eddy'. Maar, de Simpsons gebruiken nog steeds de traditionele manier. Digital ink-and-paint wordt door Disney Feature Animation gebruikt sinds 1989 en je kan het bijvoorbeeld terugvinden in de film 'De Kleine Zeemeermin' in het regenboogshot.